# Баграновский, Виктор Митрофанович
Виктор Митрофанович Баграновский (укр. Віктор Митрофанович Баграновський; 6 апреля 1905, Екатеринослав — 13 апреля 1978) — украинский советский писатель, педагог.
Окончил институт красной профессуры в Москве. Работал судьей, затем школьным педагогом.
Заявил о себе книгой «Дорога призвания» (1954). Автор романов «Третьего не дано», повести «Миф о трудном классе».
Произведения В. Баграновского посвящены проблемам воспитания детей. Основные темы его книг — взаимоотношения в педагогических коллективах и между учителем и учеником. Считал, что одним из главных требований педагога была его справедливость. Объектом его увлечений был А. Макаренко. В. Баграновский говорил: 

Если бы удалось создать что-то вроде «Педагогической поэмы», то можно было бы уже больше и не писать.